# Grigorij Rasputin
Grigorij Jefimovitj Rasputin (ryska: Григо́рий Ефи́мович Распу́тин), född 21 januari 1869 i byn Pokrovskoje vid floden Tura i Tiumen i Sibirien, död (mördad) 30 december 1916 i Petrograd, var en rysk mystiker, predikant och helbrägdagörare, känd som en av Rysslands mest mytomspunna personer. Rasputins liv är omdebatterat då olika sidor försökt smutskasta eller glorifiera honom. Han hade flera barn, däribland Maria Rasputin.

## Biografi

### Tidiga år
Rasputin växte upp i Sibirien som icke läs- och skrivkunnig son till en bonde. Han blev redan i ung ålder känd som en tjuvaktig kvinnojägare och ett fyllo i hembyn och blev ledaren i byns ungdomsgäng. Gänget uppträdde så störande under söndagarnas gudstjänster att prästen erbjöd dem betalning för att de skulle hålla sig därifrån.

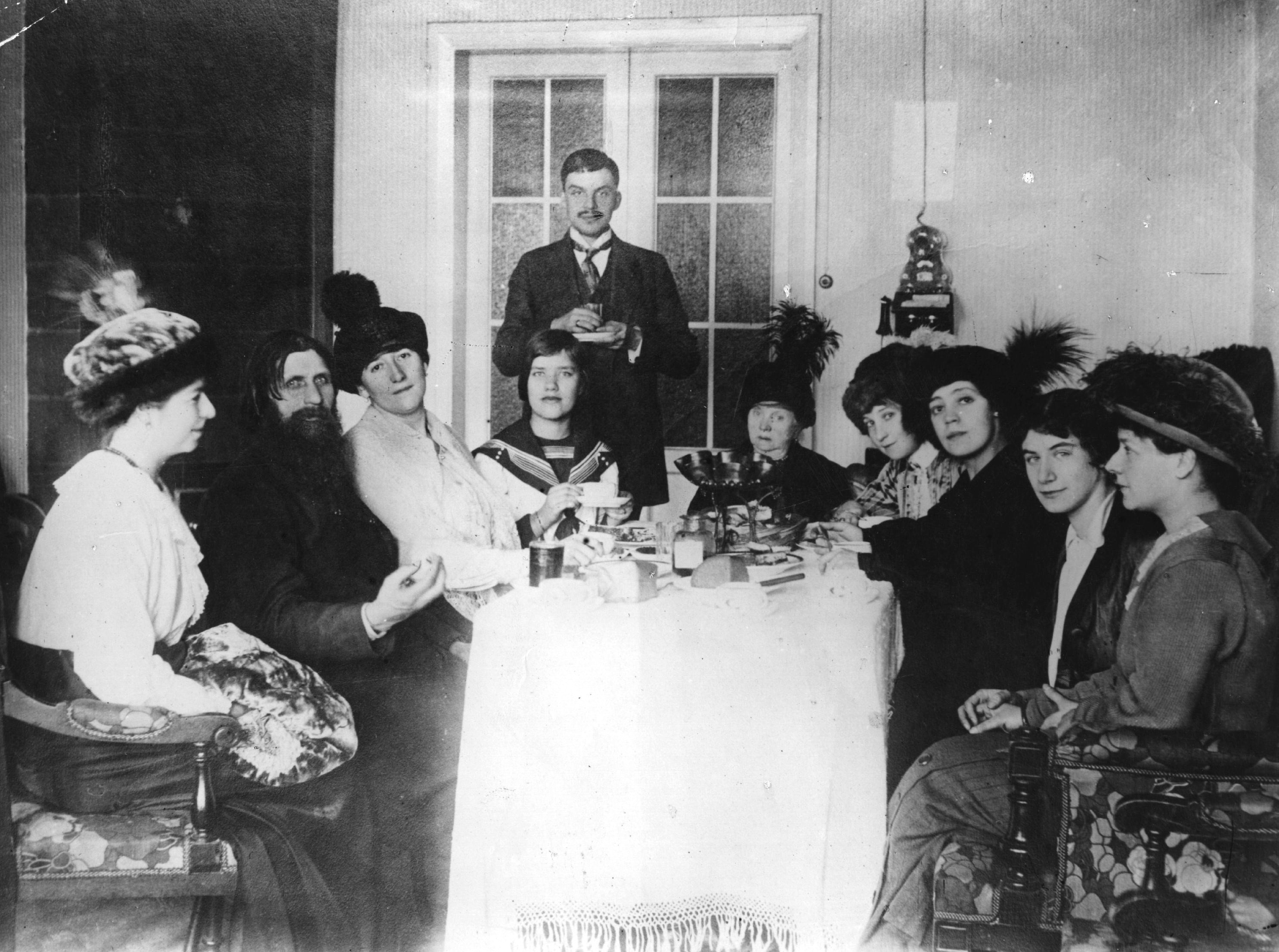
Rasputin med några av sina medföljare, ca 1914.

Tidigt spreds det att Rasputin kunde se vad människor gjort eller vad som skulle komma att hända för sin inre syn, och använde detta för att hjälpa sjuka och behövande. Han kom i kontakt med en sekt som menade att en människa endast kan uppnå Guds nåd genom att först synda så djupt att man når sin botten - för att sedan be om förlåtelse inför Gud. Rasputin ska dock först ha ansett att sekten var motbjudande, enligt hans dotter Maria.
Rasputin ska dock senare ha nyttjat sektens filosofi genom att erbjuda kvinnor att synda tillsammans med honom för att sedan, genom honom själv i egenskap av medium, få Guds fulla förlåtelse. En av Rasputins mer kända helningsmetoder ska ha varit att ta en sjuk kvinna till ett badhus/-vatten och idka samlag med henne.[källa behövs] Hans ordspråk blev: "Blomman växer av vatten och det gör jag med". Rasputin blev enligt vissa källor snabbt en ledande figur inom rörelsen vilken hade gruppövningar som inbegrep att medlemmarna dansade och piskade sig själva till extas. 
Efter det påstådda sektlivet gifte sig Rasputin och startade en familj med en kvinna från trakten. Han lämnade dock strax sin fru och sina barn och förde, enligt vad han själv menade var en pilgrimsresa, ett kringdrivande liv runtom i Ryssland. Kring år 1901 började ett rykte om en märklig man med djupt svarta ögon, ett yvigt skägg och mystiska, helande krafter spridas nationellt. Efter utflykter till Grekland och Jerusalem anlände en otvättad och därför illaluktande Rasputin till Sankt Petersburg 1903, där han inom kort gjorde sig ett namn bland stadens societet. Bland de personer han lärde känna var systrarna Anastasia och Milica av Montenegro, som var gifta med två medlemmar av kejsarhuset. 1907 blev han introducerad för tsar Nikolaj II och tsaritsan Alexandra av Hessen.

### I tsarfamiljens tjänst

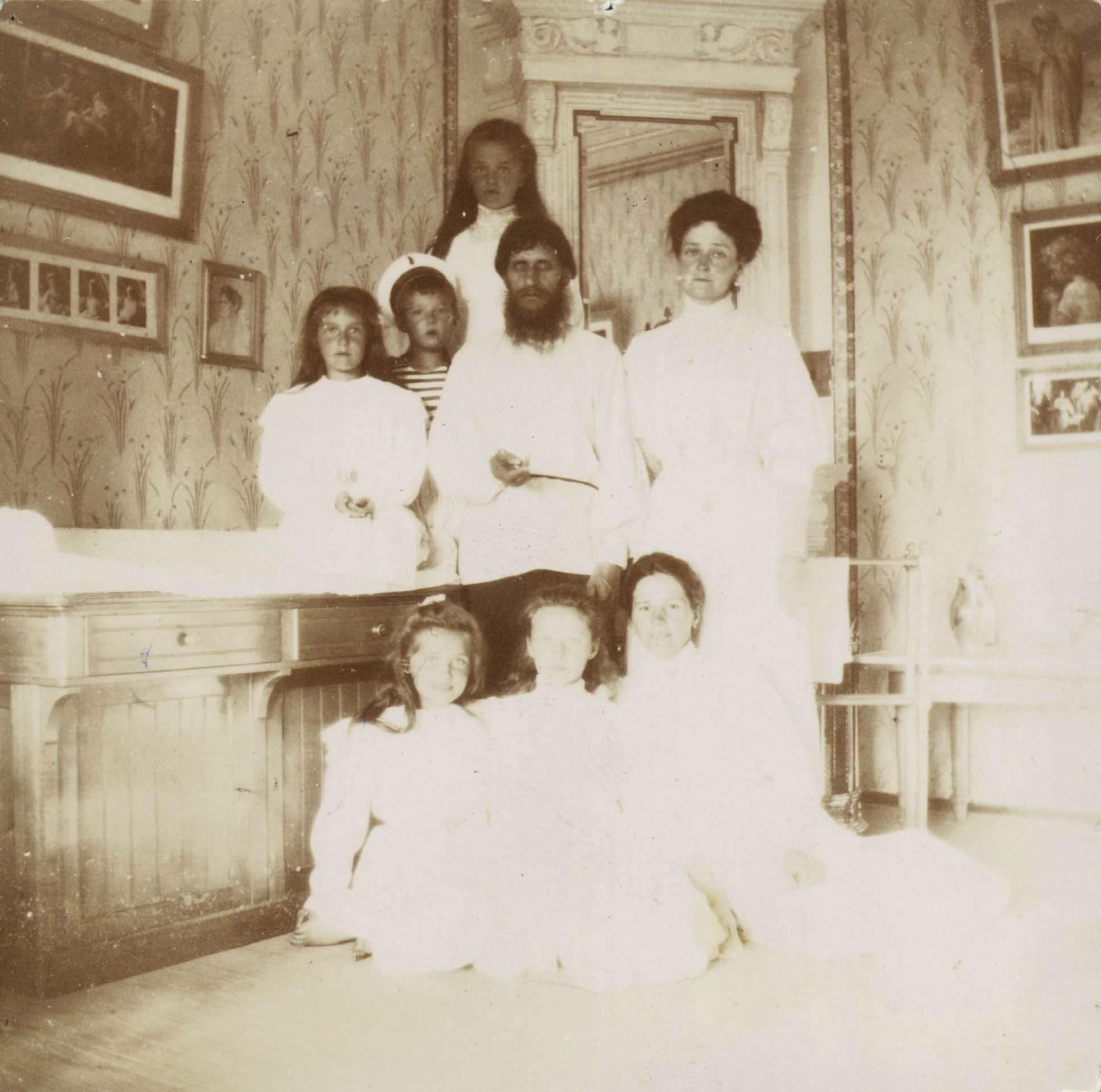
Rasputin med tsaritsa Alexandra, hennes barn och barnflicka, 1908

Tsaritsan bar på genen för blödarsjuka och kände därför en stor skuld över att sonen och tronföljaren Aleksej drabbats av sjukdomen. Genom vänner fick hon kontakt med Rasputin som sagts henne ha märkliga, helande krafter; han använde sig av böner och en sorts hypnos som verkade ha positiva effekter på pojkens mående. Rasputin skaffade sig så småningom stort inflytande över det romanovska hovet och benämndes som "en vän" och "en helig man" av tsaren själv. När Aleksej vid ett senare tillfälle ramlat telegraferade tsaritsan till Rasputin, som tillfälligt var tillbaka i Sibirien, och bad om hjälp. Hon fick då till svar att hon inte skulle oroa sig och Rasputin lovade att be Gud om lindring för tronföljaren; "pojken kommer inte att dö, han blir snart bra igen...". När så också skedde blev hennes tilltro till Rasputin orubblig för återstoden av hennes liv.
Första världskriget började utan ryska framgångar, vilket tvingade tsar Nikolaj att dra ut i fält för att ta befälet över Rysslands trupper. Relationen mellan tsaritsan och Rasputin hemma i Sankt Petersburg växte sig allt starkare och rykten uppstod snart att de båda hade en kärleksaffär, varvid hemliga polisen lät övervaka Rasputin. På grund av tsarens oerfarenhet i krig och den dåligt organiserade ryska armén växte missnöjet bland arbetarna och soldaterna mot tsaren och hela hovet. Tsaritsan vände sig då åter till Rasputin som gav råd om hur kriget skulle skötas, vilka tsaritsan förmedlade i brev till sin man där hon bönföll honom att agera efter Rasputins råd i tron att landet annars skulle gå under.

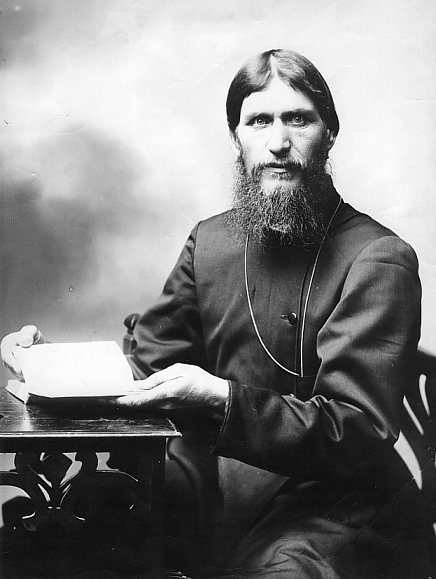
Rasputin år 1914.

Tsaren följde råden i breven, men krigslyckan uteblev. I Sankt Petersburg levde Rasputin gott under beskydd av hovet, och i tsarens frånvaro och med tsaritsans aldrig sinande förtroende kunde han göra det han behagade. Rasputin gav släkt och vänner privilegier och ryssar med gott om kapital kunde genom honom köpa sig en bättre position i samhället. Missnöjet nådde nu Rysslands aristokrater, som menade att landet vansköttes. Tsaritsan Alexandra anklagades för landets snabbt försämrade ekonomi och brist på framgång i kriget; hennes tyska börd bidrog till kritiken. Rasputins starka inflytande över tsaritsan innebar att även han anklagades och grupper av sammansvärjningar bildades. Prat om att "den onde munken från Sibirien" skulle elimineras fick sin spridning i högre kretsar runtom i Ryssland.
I ett tal i den ryska Duman framhöll Vladimir Purisjkevitj följande:
...tsarens ministrar [...] har förvandlats till marionetter. Marionetter vars trådar har tagits fast i hand av Rasputin och kejsarinnan Alexandra Fjodorovna - Rysslands onda genius och tsaritsa ... som har varit en tysk på den ryska tronen och främmande för landet och dess folk....
En som hörde talet var furst Felix Jusupov. Han sökte upp Purisjkevitj och de båda började genast planera mordet på Rasputin.

### Rasputins död
Rasputins död är mytomspunnen. Följande ska vara en tämligen vedertagen bild av händelseförloppet. Dock har de medverkande ändrat sina historier vid flera tillfällen, inte minst för att ge sig själva en mer framträdande och viktig roll än vad som varit fallet.
29 december 1916 bjöds Rasputin in till furste Jusupovs palats vid Mojka-kanalen i Petrograd i tron att han skulle få träffa Jusopovs fru som också skulle ha bjudit in sina väninnor. Han ankom till palatset i en skinande silkesskjorta och sina bästa läderstövlar.

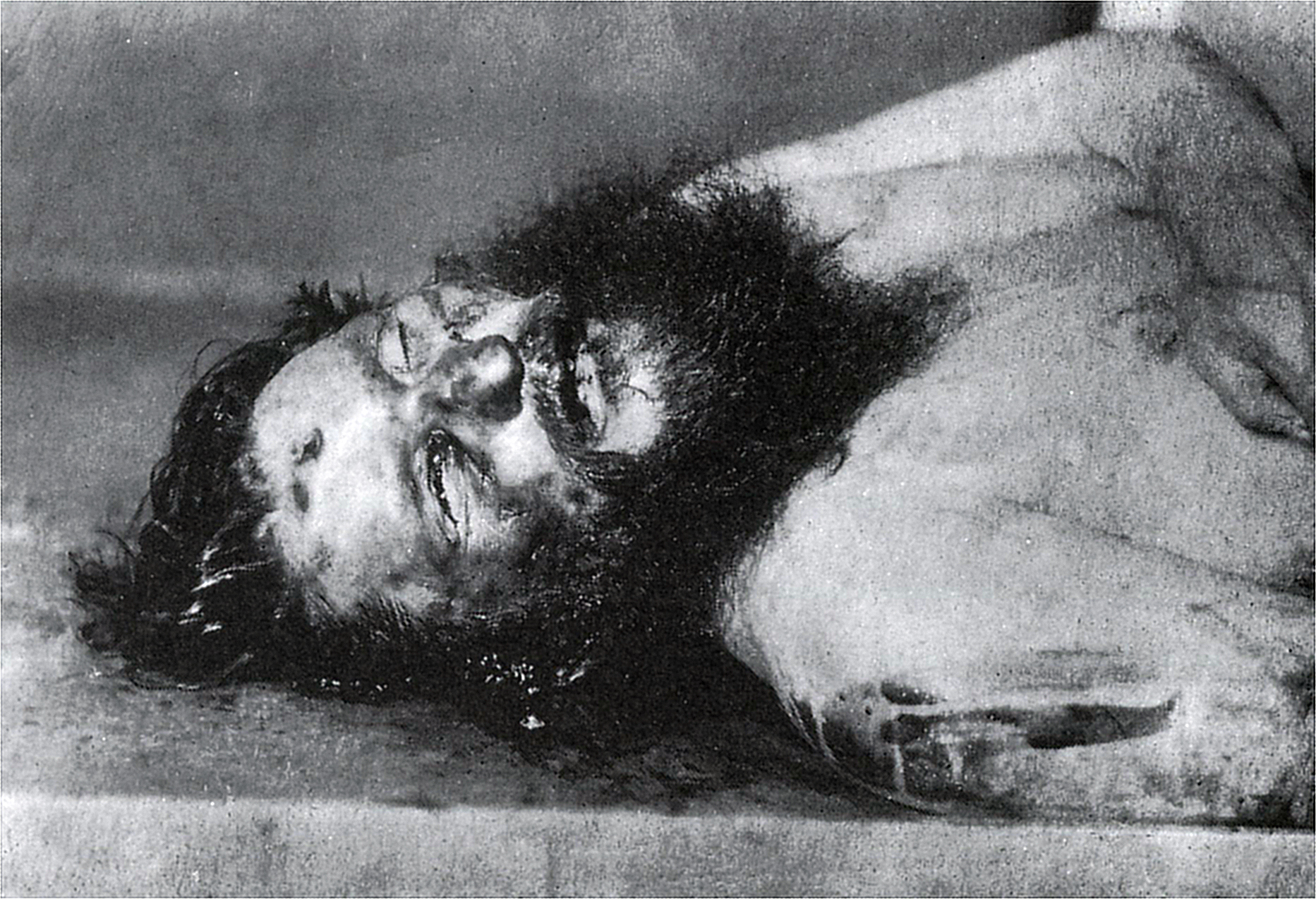
Den döde Rasputin

Rasputin visades raskt ner i källaren, då Jusopovs fru i själva verket var på resa. Värdarna spelade upp grammofonskivor och han bjöds på förgiftat madeiravin. Då vinet inte hade någon effekt på Rasputin erbjöds han bakverk som innehöll cyanid, men inte heller detta fick Rasputin att reagera. Värden Jusopov tappade då tålamodet och hämtade en pistol. Därefter sköt han Rasputin två gånger i bröst och sida, varpå Rasputin föll ihop. Jusopov och hans sammansvurna tog av honom hans silkesdräkt och lämnade sedan källaren för att gå upp och fira att de gjort sig av med Rysslands fiende nr 1. Sällskapet planerade därefter att lämna palatset och ta sig vidare ut i staden. Jusopov anade dock oråd och återvände till källaren för att kontrollera liket. När han lutade sig över kroppen ska Rasputin enligt Jusopovs skildring ha vaknat till liv, tagit ett stryptag på fursten och viskat "du din elake pojke...!".
Jusopov tog sig ur greppet och Rasputin ska ha tagit sig upp på fötter och vidare ut på gården. Där sågs han av de övriga sammansvurna adelsmännen som då började jaga honom. De sköt flera skott, varav två ska ha träffat Rasputin i ryggen och i huvudet. Rasputin misshandlades ytterligare med påkar, sparkar och knytnävsslag innan han (enligt vissa källor) blev kastrerad. Kroppen lastades sedan i en bil och dumpades i floden. Rasputins lik flöt dock upp igen och hittades ett par dagar senare.

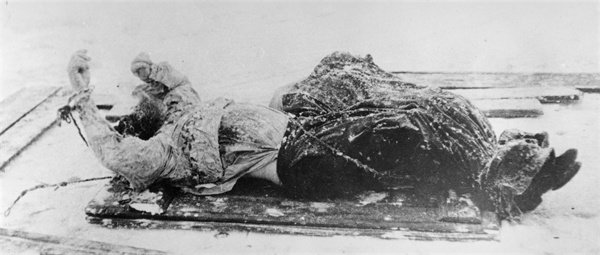
Liket efter Rasputin påträffat

Vid den efterföljande obduktionen var Rasputins lungor vattenfyllda; han skulle alltså ha varit vid liv då han kastades i floden. När kroppen hittades låg han med rakt utstående armar vilket tyder på att han skulle ha letat sig fram under isen och försökt ta sig upp på eller hänga kvar vid ett isflak i den delvis istäckta floden. Inget gift hittades dock i Rasputins maginnehåll, vilket tyder på att giftet antingen varit för gammalt och därmed svagt (alternativt att han aldrig fått något gift i sig överhuvudtaget). Förgiftningen kan därför ha varit en efterhandskonstruktion av mördarna för att visa på Rasputins omänsklighet och därmed ge en viss legitimitet åt deras dåd.
De bisarra detaljerna kring hans död har bidragit ytterligare till legenden om och kring Rasputin. Dessa har framför allt spritts av hans baneman, Felix Jusopov, som liksom sina medsvurna aldrig straffades för brottet – trots att det snabbt var vida känt vilka brottslingarna var. Den demonisering av Rasputin som följde åren efter mordet fick mycket glöd tack vare Jusopovs skildring av händelserna och andra uttalanden kring Rasputins tidigare leverne.

### Mystiska förutsägelser
I ett omtvistat brev som ska ha skrivits av Rasputin och skickats till tsaren den 31 december 1916 avger Rasputin två förutsägelser:
- Jag kommer aldrig få se solen gå upp år 1917.

- Om mina mördare är dina fiender har Du inget att frukta, men är mina mördare dina vänner kommer Du själv också vara död inom kort.

När han gick till den omtalade bjudningen skulle Rasputin således ha anat att han skulle bli mördad. Då de sammansvurna visade sig vara tsartrogna borde också tsaren frukta för sitt liv. Tsaren avsattes redan i februari 1917 - under Februarirevolutionen. Aleksandr Kerenskij, en politiker från socialistrevolutionära partiet, blev tillförordnad statschef för en ny regering som avskaffade tsardömet men valde att fortsätta kriget i väster. Tsaren och hela hans familj fördes till Jekaterinburg där de alla mördades sommaren 1918 av bolsjeviker, som hade tagit makten i oktoberrevolutionen 1917 och därmed avsatt Kerenskijs regering. Rasputins påstådda sista förutsägelser besannades därmed.
Rasputin begravdes enligt somliga källor innanför Kremls murar i Moskva. Uppgiften härstammar från kommunister från Moskva som efter Oktoberrevolutionen påstod att kroppen hade grävts upp och kvarlevorna bränts på platsen. Mer troligt är att Rasputin begravdes i Petrograd i en omärkt grav. Rasputins riktiga gravplats är okänd.

## Rasputins inverkan på tronarvingens blödarsjuka
Rasputins metod av hypnos och böner som botemedel mot blödarsjuka är idag omdebatterad; en teori är att lugnande hypnos sänker stressnivåerna och därmed också symptomen för sjukdomen. En populär alternativ förklaring är att Rasputin rådde tsaritsan att upphöra Aleksejs vanliga behandling, som bestod av Acetylsalicylsyra (ASA). ASA ger smärtlindring men förvärrar sjukdomssyndromen genom att ytterligare sänka blodets koagulationsförmåga, vilket var okänt för dåtidens läkare. Rasputins råd kan därför ha givit en mycket påtaglig förbättring i Aleksejs tillstånd. 

## Rasputin i populärkulturen
Rasputin har förekommit i flera olika sånger. Mest känd är låten Rasputin med Boney M från 1978, med efterföljande covers av bland annat det finska folkmetal-bandet Turisas och det amerikanska folkrockbandet Boiled in Lead. I texten framställs Rasputin som något av en antihjälte och beskrivs som "Russia's greatest love-machine" (Rysslands främste kärleksmaskin).
Rasputin dyker även upp i en gammal norrbottnisk visa – Sista brevet från Liikavaara-Frans. Gruppen Mastodon nämner Rasputin i låten The Czar, och det brasilianska thrash metal-bandet Cavalera Conspiracy har en låt med titeln Rasputin. Den amerikanska musikgruppen Rasputina är uppkallad och inspirerad av den ryske helaren.
Rasputin har porträtterats i flera filmer. Redan 1917 gjordes en film med titeln Rasputin, the Black Monk. Senare har han porträtterats bland annat av Lionel Barrymore i Rasputin and the Empress (1932), av Edmund Purdom i Les nuits de Raspoutine (1960), av Christopher Lee i Rasputin: The Mad Monk (1966) och av Alan Rickman i Rasputin (1996).
Rasputin är en av de mest framträdande av Hellboys fiender i den amerikanska serietidningen med samma namn, och är även inspirationen till en oberäknelig och egenmäktig figur med samma namn och utseende i Hugo Pratts serie Corto Maltese.
Rasputin är en karaktär i den tecknade barnfilmen Anastasia. I filmen är han en magiker, komiskt anspelande på Rasputin som "en levande död" då hans kroppsdelar ständigt lossnar.
I avsnittet "Invasion of the Punk Frogs" i 1987 års tecknade TV-serie Teenage Mutant Ninja Turtles döper Shredder en av sina nya grod-mutanter till "Rasputin, the Mad Frog" ("Rasputin, den galne grodan").
Rasputin figurerar även som vaxdocka i kultserien Red Dwarf (1991) i avsnittet "Meltdown" där huvudpersonerna hamnar på en planet där krig förs mellan goda och onda vaxdockor som porträtterar människor genom historiens gång.
Även i actionfilmen The King's Man (2021) figurerar Rasputin som karaktär, där spelad av Rhys Ifans.